# Ancede e Ribadouro
Ancede e Ribadouro (llamada oficialmente União das Freguesias de Ancede e Ribadouro) es una freguesia portuguesa del municipio de Baião, distrito de Oporto.

## Historia
Fue creada el 28 de enero de 2013 en aplicación de una resolución de la Asamblea de la República de Portugal promulgada el 16 de enero de 2013 con la unión de las freguesias de Ancede y Ribadouro, pasando su sede a estar situada en la antigua freguesia de Ancede.

## Demografía
| Gráfica de evolución demográfica de Ancede e Ribadouro entre 2011 y 2021 |
|                                                                          |
| Datos según el nomenclátor publicado por el INE portugués.               |